# 中华人民共和国厦门海事法院
中华人民共和国厦门海事法院，位于福建省厦门市湖里区金尚路906号，是中华人民共和国的一所海事法院。

## 沿革
1990年3月21日，根据1990年3月2日最高人民法院《关于设立海口、厦门海事法院的决定》，厦门海事法院正式成立。厦门海事法院属福建省直属机构，对厦门市人民代表大会常务委员会负责并报告工作，审判工作受福建省高级人民法院监督。

## 管辖

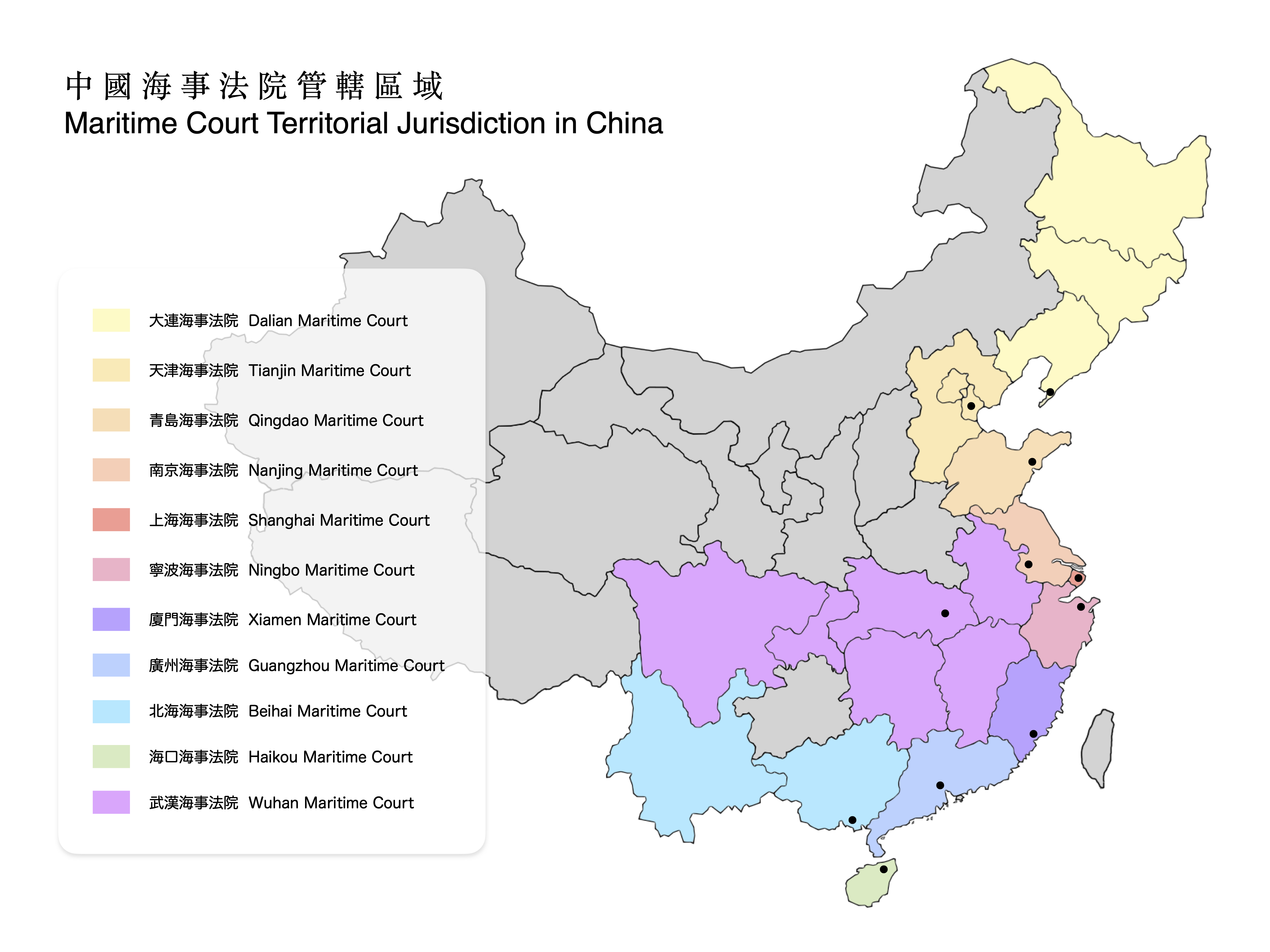
厦门海事法院管辖区域主要为福建省水域

厦门海事法院管辖北到福建省与浙江省交界处、南到福建省与广东省交界处的延伸海域，其中包括东海南部、台湾省、海上岛屿和福建省所属港口发生的一审海事、海商案件。不服该法院一审判决的上诉案件由福建省高级人民法院管辖。

## 机构设置

### 审判机构
- 立案庭
- 海事审判庭
- 海商审判庭
- 行政审判庭
- 涉台审判庭
- 审判监督庭
- 执行庭
- 福州派出法庭
- 宁德派出法庭
- 东山派出法庭[2]

### 其他机构
- 办公室
- 审判管理办公室
- 研究室
- 政治部
- 监察室
- 机关党委
- 法警支队[2]

## 历任院长
- 毛玉良（1999年3月－2000年8月）[3]
- 张阳春（2000年11月－2010年6月1日）[4]
- 黄勇民（2011年1月21日－2015年10月30日）[5]
- 夏先鹏（2015年10月31日-2023年4月20日）
- 周红岩（2023年8月24日－）